# Poecilozonites
Poecilozonites (лат.) — род сухопутных лёгочных улиток из семейства Gastrodontidae отряда стебельчатоглазых. Являются эндемиками Бермудских островов, которые, по оценкам учёных, они заселили около 300 тысяч лет назад. Раковины представителей рода составляют около 95 % окаменелостей, обнаруживаемых на этих островах.